# Imbrasia alicia
Imbrasia alicia är en fjärilsart som beskrevs av Stoneham 1933. Imbrasia alicia ingår i släktet Imbrasia och familjen påfågelsspinnare. Inga underarter finns listade i Catalogue of Life.